# 寄生雙胞胎
寄生雙胞胎（Parasitic twin），也稱為不對稱（asymmetric）或不等連體雙胞胎（unequal conjoined twin），是一個還會產生消失的雙胞胎和連體雙胞胎的過程的一個結果，並且可能代表兩者之間的連續體。當雙胞胎胚胎在子宮內開始發育，但是該對卵母細胞並沒有完全分離，並且一個胚胎以其雙胞胎為代價維持了優勢發育，就會發生寄生雙胞胎。與連體雙胞胎不同，一個雙胞胎在妊娠期間會停止發育，並且對大部分完全形成的健康雙胞胎具有殘餘作用。未發育的雙胞胎被定義為寄生的，而不是結合的，因為它的形成不完全或完全取決於完整胎兒的身體功能。